# 徳島県道36号日和佐上那賀線
徳島県道36号日和佐上那賀線（とくしまけんどう36ごう ひわさかみなかせん）は、徳島県海部郡美波町西河内から那賀郡那賀町小浜に至る県道（主要地方道）である。

## 概要
全般的に狭い山道であり、全線を通して（那賀町と美波町を結ぶルート）は徳島県道19号阿南鷲敷日和佐線という好走路があるため に交通量は多くない。美波町と那賀町との境の大越峠を中心に落石が多く、冬場は積雪によるチェーン規制がかかることがあるなどいわゆる険道と言われるにふさわしい道路である。

### 路線データ
- 起点：徳島県海部郡美波町西河内（国道55号交点）
- 終点：徳島県那賀郡那賀町小浜（国道195号交点）
- 距離：43.741 km（平成22年徳島県道路現況調書）

## 歴史
- 1972年3月10日 - 徳島県道293号小浜日和佐線として再認定[要出典]
- 1982年12月14日 - 徳島県道36号日和佐上那賀線として認定[要出典]
- 1993年（平成5年）5月11日 - 建設省から、県道日和佐上那賀線が日和佐上那賀線として主要地方道に再指定される[1]。

## 路線状況

### 重複区間
- 徳島県道308号古屋日浦線（那賀郡那賀町小計 - 那賀郡那賀町小浜）

## 地理

### 通過する自治体
- 海部郡美波町
- 那賀郡那賀町

### 交差する道路
- 国道55号（海部郡美波町西河内、起点）
- 徳島県道308号古屋日浦線（那賀郡那賀町小計 - 那賀郡那賀町小浜）
- 国道195号（那賀郡那賀町小浜、終点）

### 峠
- 大越峠

## ギャラリー

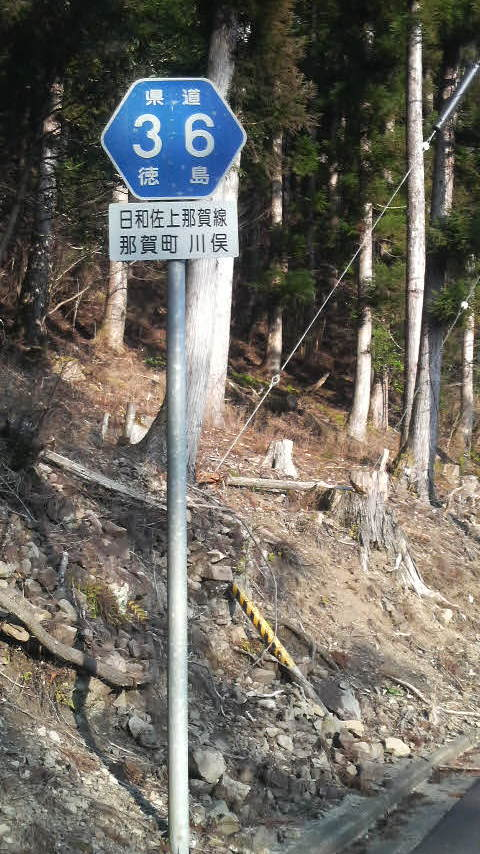
県道標識（那賀郡那賀町川俣）